# یاشار کمال
کمال صادق گوکچَلی (به ترکی استانبولی: Kemal Sadık Gökçeli) با نام ادبی یاشار کمال (به ترکی استانبولی: Yaşar Kemal) (زاده ۱۹۲۳ - درگذشته ۲۸ فوریه ۲۰۱۵) از نویسندگان کرد اهل ترکیه بود. در طول بیش از شصت سال ۳۶ رمان نوشت که نخستین رمانش «اینجه ممد» شهرتی جهانی داشت.

## زندگی
وی زادهٔ ۱۹۲۳ در روستایی کردنشین همیته ("گوکچه دام" فعلی)، استان عثمانیه در جنوب ترکیه متولد شد. پدرش ملاک  از اهالی وان بوده که در زمان جنگ جهانی اول به چوکوروا فرار کرده‌است. والدینش اهل وان بودند. وی کودکی بسیار سختی را پشت سر گذاشت و در تصادفی چشم راستش را از دست داد و در پنج سالگی شاهد قتل پدر به دست فرزندخوانده او در مسجد در عید قربان بود. حکم آشکار یاشار کمال در سال ۱۹۹۵ دربارهٔ سیاست‌های دولت ترکیه در مصاحبه وی با مجله اشپیگل، او را به اتهام «تبلیغات تجزیه طلبی» در مقابل دادگاه امنیتی دولت ترکیه قرار داد. محاکمه با حکم برائت وی پایان یافت، اما با انتقاد مجدد وی از عملکرد دولت، یاشار کمال به اتهام «تحریک مردم»، به ۵ سال زندان تعلیقی محکوم گردید.

وی حکم زندان تعلیقی را نپذیرفت و گفت: “هر مجازاتی می‌خواهید نقداً بکنید، چرا که حکم تعلیقی، حکم خودسانسوری را برای من دارد و من نمی‌خواهم خود را دچار خودسانسوری بکنم، هنوز کارهای انجام ندادهٔ بسیاری دارم و باید آنهارا هرچه زودتر تمام کرده و بچاپ برسانم، اما زندگی در ترکیه، آنهم با این حکم تعلیقی، این امکان را از من سلب من کند». با این استدلال یاشار کمال بعد از گرفتن حکم زندان تعلیقی مدتی در سوئد زندگی کرد. او در این باره گفته بود:
تنها می‌خواهم کارهایی را که در دست انجام دارم تمام کرده و بچاپ برسانم، نمی‌خواهم در هیچ کشوری از جمله سوئد پناهندگی بگیرم. بعد از انجام کارهایم به وطنم ترکیه برمیگردم، دیگر آنوقت هرچه می‌خواهند با من بکنند». و همین کار را هم کرد.
یاشار کمال که از سال ۱۹۵۰ به‌کرات به‌خاطر  دفاع از آزادی بیان و تساوی حقوق مردم دستگر و زندانی شده‌است، بار آخر به‌خاطر  نوشته خود دربارهٔ مسئله کردها به‌نام «ابری سیاه بر آسمان ترکیه» محکوم به یک سال و هشت ماه زندان گردیده بود. اوج خشم یاشار کمال در سال ۱۹۹۷ بود که در اعتراض به زندانی کردن «اشبر یاغمور دره لی» نویسنده نابینای ترکیه گفته بود: «تا آخر عمرم دولت ترکیه را نخواهم بخشید!»
یاشار کمال، نویسندهٔ بلند آوازهٔ کرد، در میان خوانندگان ایرانی نامی آشناست. بیشتر رمان‌های یاشار کمال به زبان فارسی ترجمه شده و مقبولیت خاص و عام، یافته‌است. آثار یاشار کمال اگر چه از متن سرزمین و جغرافیایی محدود و مشخصی برآمده‌اند، اما ساختار و محتوایی جهانی دارند. رمان «اینجه ممد» او تا کنون به بیش از ۲۰ زبان منتشر شده و بارها به فیلم درآمده‌است.
یاشار کمال در سپتامبر سال ۲۰۱۳ آخرین کتاب خود را منتشر کرد که عنوانش «پرنده‌ای با یک بال» بود. او این کتاب را چهل سال پیش نوشته و در کشوی میز خود نگه داشته بود.
یاشار کمال، روز شنبه ۲۸ فوریه ۲۰۱۵، در ۹۱ سالگی در بیمارستانی در استانبول درگذشت.

## جوائز
یاشار کمال در اکتبر ۱۹۹۷ به جهت دفاع از صلح و حقوق بشر، موفق به دریافت جایزه صلح ناشران آلمانی شد. این نویسنده شهیر در سال ۲۰۰۸ جایزه بزرگ ادبیات ریاست جمهوری ترکیه را دریافت کرد که یکی از مهمترین جوایز ملی در ترکیه است و به نویسندگان، شاعران، هنرمندان و خوانندگان ملی تعلق می‌گیرد.
- (۱۹۷۹) Prix du Meilleur Livre Etranger
- (۱۹۸۲) Prix mondial Cino Del Duca
- (۱۹۸۴) Commandeur de la Légion d'Honneur de France
- (۱۹۹۷) Peace Prize of the German Book Trade
- (۲۰۱۱) Grand Officier de la Légion d'Honneur de France

### اینجه ممد
اینجه ممد داستان شورش دهقان‌زاده‌ای است که در برابر زمینداران بزرگ به‌پا می‌خیزد. یاشار کمال، که خود سال‌ها از نزدیک شاهد استثمار و سرکوب دهقان‌ها بود، می‌گفت که فکر نوشتن این رمان زمانی به ذهنش رسید که شاهد کشته شدن یک یاغی توسط ژاندارم‌ها بود. «ممد» برگرفته از خاطرات یاشار کمال از دایی‌اش بود که در آن زمان از یاغی‌های معروف در شرق آناتولی، منطقهٔ قفقاز و ایران به‌شمار می‌رفت. اینجه ممد به بیش از چهل زبان ترجمه شده و فیلمی هم بر اساس آن ساخته شده‌است. علاوه بر این رمان، از روی هشت رمان دیگر او نیز اقتباس‌های سینمایی صورت گرفته‌است. اینجه ممد، به ترجمهٔ ثمین باغچه‌بان، در ایران از سوی نشر ابتکار منتشر شده‌است.

### داستان‌ها
- (۱۹۵۲) گرمای زرد Sarı Sıcak, (Yellow Heat)، ترجمهٔ رضا سیدحسینی

### رمان‌ها
| سال  | عنوان فارسی             | عنوان ترکی                                    | عنوان انگلیسی                                                 |
| ---- | ----------------------- | --------------------------------------------- | ------------------------------------------------------------- |
| ۱۹۵۵ | اینجه ممد               | İnce Memed                                    | Memed, My Hawk                                                |
| ۱۹۵۵ |                         | Teneke                                        | The Drumming-Out                                              |
| ۱۹۶۰ |                         | Orta Direk                                    | The Wind from the Plain                                       |
| ۱۹۶۳ | زمین آهن است و آسمان مس | Yer Demir Gök Bakır                           | Iron Earth, Copper Sky                                        |
| ۱۹۶۸ | گیاه بی‌زوال             | Ölmez Otu                                     | The Undying Grass                                             |
| ۱۹۶۹ | اینجه ممد، بخش دوم      | Ince Memed II                                 | They Burn the Thistles                                        |
| ۱۹۷۴ | جنایت بازار آهنگران     | Akçasazın Ağaları/Demirciler Çarşısı Cinayeti | The Agas of Akchasaz Trilogy/Murder in the Ironsmiths Market) |
| ۱۹۷۵ | اربابان آکچاساز         | Akçasazın Ağaları/Yusufcuk Yusuf              | The Agas of Akchasaz Trilogy/Yusuf, Little Yusuf              |
| ۱۹۷۶ |                         | Yılanı Öldürseler                             | To Crush the Serpent                                          |
| ۱۹۷۶ |                         | Al Gözüm Seyreyle Salih                       | The Saga of a Seagull                                         |
| ۱۹۷۸ |                         | Allahın Askerleri                             | God’s Soldiers                                                |
| ۱۹۷۸ | پرندگان همه رفتند       | Kuşlar da Gitti                               | The Birds Have Also Gone: Long Stories                        |
| ۱۹۷۸ |                         | Deniz Küstü                                   | The Sea-Crossed Fisherman                                     |
| ۱۹۸۲ | درخت انار روی تپه       | Hüyükteki Nar Ağacı                           | The Pomegranate on the Knoll                                  |
| ۱۹۸۰ |                         | Yağmurcuk Kuşu/Kimsecik I                     | Kimsecik I - Little Nobody I                                  |
| ۱۹۸۵ |                         | Kale Kapısı/Kimsecik II                       | Kimsecik II - Little Nobody II                                |
| ۱۹۹۱ |                         | Kanın Sesi/Kimsecik III                       | Kimsecik III - Little Nobody III                              |
| ۱۹۹۷ |                         | Fırat Suyu Kan Akıyor Baksana                 | Look, the Euphrates is Flowing with Blood                     |
| ۲۰۰۲ |                         | Karıncanın Su İçtiği                          | Ant Drinking Water                                            |
| ۲۰۰۲ | خروسخوان                | Tanyeri Horozları                             | The Cocks of Dawn                                             |

### رمان‌های حماسی
| سال  | عنوان فارسی        | عنوان ترکی          | عنوان انگلیسی                                   |
| ---- | ------------------ | ------------------- | ----------------------------------------------- |
| ۱۹۶۷ | سه افسانهٔ آناطولی  | Üç Anadolu Efsanesi | Three Anatolian Legends                         |
| ۱۹۷۰ | افسانهٔ کوه آغری    | Ağrıdağı Efsanesi   | The Legend of Mount Ararat                      |
| ۱۹۷۱ | افسانهٔ هزار گاو نر | Binboğalar Efsanesi | The Legend of the Thousand Bulls                |
| ۱۹۷۲ | یاغی               | Çakırcalı Efe       | The Life Stories of the Famous Bandit Çakircali |

### گزارش‌ها
- (۱۹۵۵) Yanan Ormanlarda 50 Gün (Fifty Days in the Burning Forests)
- (۱۹۵۵) «چوکورووا سوزان» نمونه رپورتاژ Çukurova Yana Yana (While Çukurova Burns) ترجمهٔ جلال خسروشاهی
- (۱۹۵۷) Peribacaları (The Fairy Chimneys)
- (۱۹۷۱) Bu Diyar Baştan Başa (Collected reportages)
- (۱۹۷۴) Bir Bulut Kaynıyor (Collected reportages)

«کلید چوکورووا» نمونه رپورتاژ، ترجمهٔ جلال خسروشاهی؛ «دیگ» نمونه رپورتاژ، ترجمهٔ جلال خسروشاهی،

### آثار تجربی
- (۱۹۴۳) Ağıtlar (Ballads)
- (۱۹۶۱) Taş Çatlasa (At Most)
- (۱۹۵۹) "نمک در عسل" Baldaki Tuz (The Salt in the Honey) - 74 newspaper)

Gökyüzü Mavi Kaldı ("he Sky remained Blue) (collection of folk literature in collaboration with S. Eyüboğlu)
- (۱۹۸۰) Ağacın Çürüğü (The Rotting Tree) (Articles and Speeches)
- (۱۹۸۵) Yayımlanmamış 10 Ağıt (10 Unpublished Ballads)
- (۱۹۹۷) Sarı Defterdekiler (Contents of the Yellow Notebook) (Collected Folkloric works)
- (۱۹۹۵) Ustadır Arı (The Expert Bee)
- (۱۹۹۵) Zulmün Artsın (Increase Your Oppression)

### کتاب‌های کودکان
- (۱۹۷۷) سلطان فیل‌ها و مورچهٔ شل ریش‌قرمز Filler Sultanı ile Kırmızı Sakallı Topal Karınca (The Sultan of the Elephants and the Red- Bearded Lame Ant) (کتاب کودکان)